# Kralevo (distrikt i Tărgovisjte)
Kralevo (bulgariska: Кралево) är ett distrikt i Bulgarien.   Det ligger i kommunen Obsjtina Tărgovisjte och regionen Tărgovisjte, i den östra delen av landet, 280 km öster om huvudstaden Sofia.